# Joseph E. Johnston

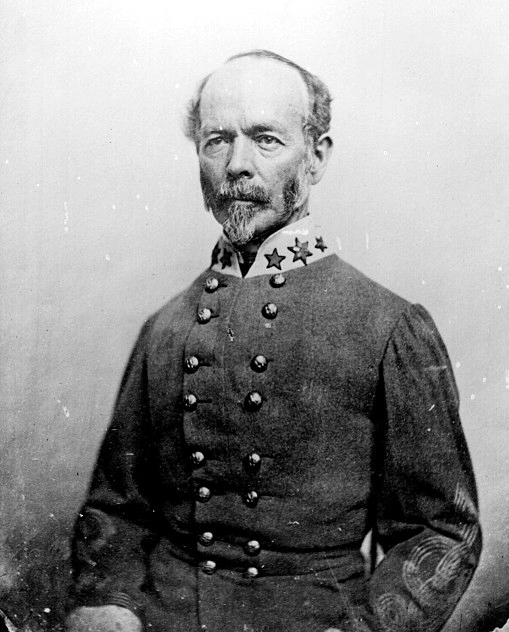
Joseph E. Johnston

Joseph Eggleston Johnston (* 3. Februar 1807 auf dem Familiensitz Cherry Grove bei Farmville, Prince Edward County, Virginia; † 21. März 1891 in Washington, D.C.) war bis 1861 Brigadegeneral im US-Heer und von 1861 bis 1865 einer der ranghöchsten Generale des konföderierten Heeres im Amerikanischen Bürgerkrieg.
Johnston gilt als einer der fähigsten, aber aufgrund der von ihm bevorzugten Defensivstrategie auch als einer der umstrittensten Generale der Konföderation. Er war als einziger General der Südstaaten (zu unterschiedlichen Zeitpunkten) Oberbefehlshaber beider Hauptkampfverbände des Südens: Zunächst kommandierte er die Nord-Virginia-Armee, später die Tennessee-Armee.

## Leben

### Bis zum Ausbruch des Bürgerkrieges

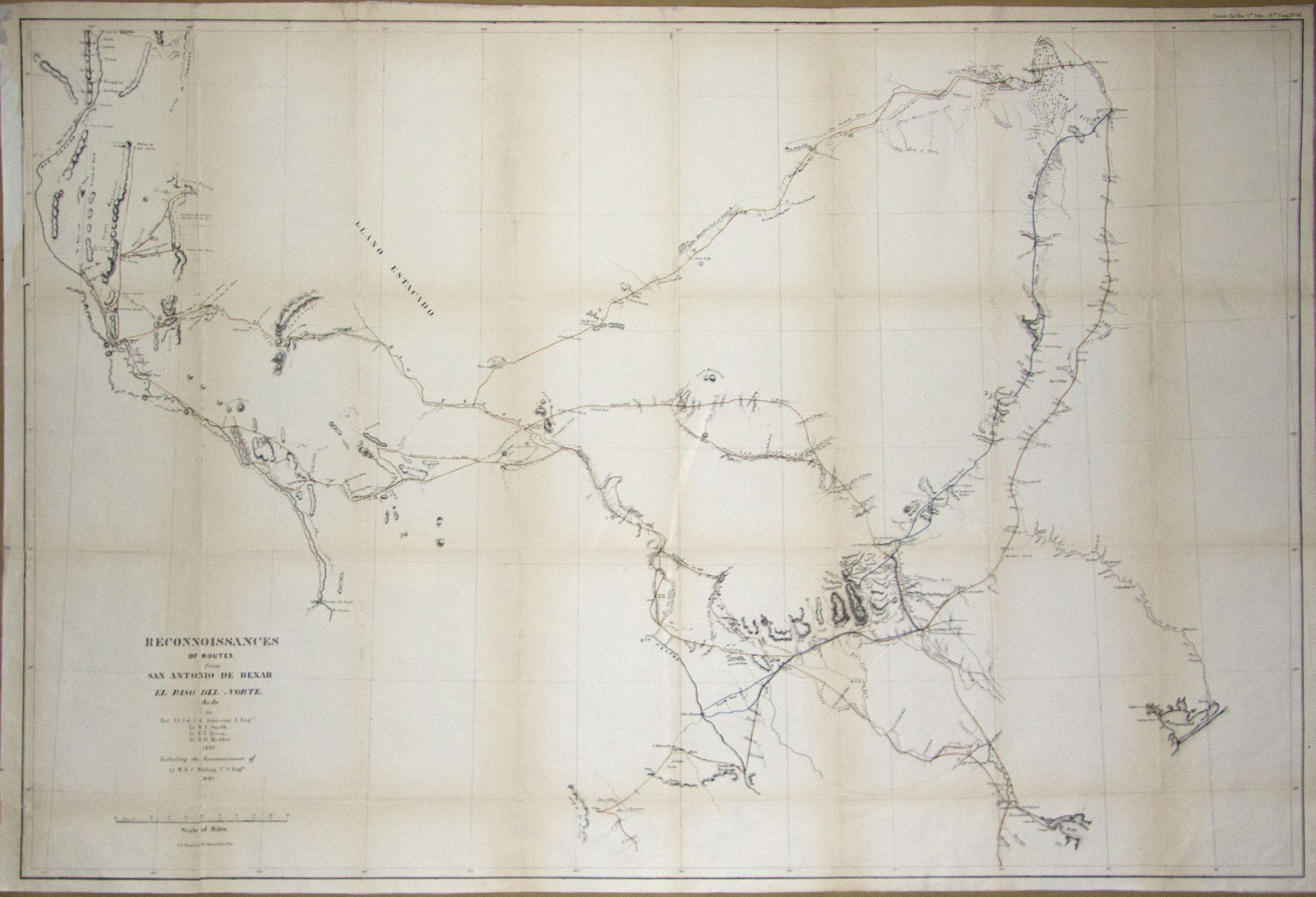
Johnston, Reconnoissances [sic.] of Routes from San Antonio de Bexar to El Paso del Norte, 1849

Joseph Johnston war der Sohn von Peter und Mary Johnston (geborene Wood). Peter Johnston hatte im Unabhängigkeitskrieg als Offizier gekämpft und war anschließend Delegierter im Parlament von Virginia, wobei er auch als Sprecher des Hauses fungierte. Mary Johnston wiederum war eine Nichte Patrick Henrys.
Joseph Johnston besuchte die Militärakademie in West Point, New York und beendete das Studium 1829 als Dreizehnter seines Jahrgangs. Der spätere General Robert E. Lee, der ihm nach der Schlacht von Seven Pines als Oberbefehlshaber nachfolgte, war sein Jahrgangskamerad. Johnston wurde nach dem Abschluss zum Leutnant befördert und der Artillerie zugeteilt. Er kämpfte im Black-Hawk-Krieg, im zweiten Seminolenkrieg und im Mexikanisch-Amerikanischen Krieg. Im letzteren diente er im Stab von General Winfield Scott, wurde fünfmal verwundet und zweimal mit einem Brevet-Rang ausgezeichnet. 1845 heiratete er die 15 Jahre jüngere Lydia McLane († 1887). Die Ehe verlief allen Berichten zufolge sehr glücklich, blieb aber kinderlos.
Johnston diente nach seiner Hochzeit unter anderem in Texas und Kansas. 1855 wurde er zum Oberstleutnant befördert, nachdem er bereits in Mexiko mit dem entsprechenden Brevet-Rang ausgezeichnet worden war, und zum Regimentskommandeur des 1. US-Kavallerieregiments in Fort Belknap, Texas ernannt. Johnston wurde 1860 zum General-Quartiermeister des US-Heeres ernannt und zum Brigadegeneral befördert. Er war der erste West-Point-Absolvent, der diesen Rang erreichte.
Bei Beginn des Sezessionskriegs war zunächst nicht klar, ob Johnston sich dem Süden anschließen würde. Er war kein Anhänger der Sklaverei und hielt die Sezession an sich für eher verfassungswidrig, wenn er auch an das „Recht auf Revolution“ glaubte. Der Oberbefehlshaber des US-Heeres, Generalmajor Scott, wie Johnston und Lee aus Virginia stammend, versuchte Johnston zu überzeugen, im Unionsheer zu bleiben. Scott hatte deshalb auch mit Johnstons Frau Lydia geredet. Diese machte Scott allerdings klar, dass ihr Mann keinesfalls in einem Heer bliebe, das gegebenenfalls dessen Heimatstaat angreifen würde. Für Johnston war klar: Würde Virginia aus der Union austreten, würde er auch für Virginia kämpfen; wie im Fall von Lee galt Johnstons Loyalität mehr seinem Heimatstaat als der Union.
Johnston quittierte seinen Dienst im US-Heer nach der Sezession Virginias am 22. April 1861 und trat in das virginische Heer ein; er war einer der ranghöchsten Unionsoffiziere, die sich den Südstaaten anschlossen. Generalmajor Lee, dem die Landstreitkräfte Virginias unterstanden und der Johnston aus der gemeinsamen Zeit an der Militärakademie schätzte, schlug dem Gouverneur Johnstons Beförderung zum Generalmajor der Freiwilligen vor. Gleichzeitig sollte er das Kommando über die Truppen im Umkreis der Hauptstadt Richmond erhalten. Der Gouverneur ernannte Johnston. Die Regierungsversammlung von Virginia genehmigte aber nur einen Dienstposten eines Generalmajors und der war durch Lee besetzt. Johnston wurde schließlich nach dem Beitritt Virginias zur Konföderation zum Brigadegeneral des konföderierten Heeres befördert.

### Manassas und der Halbinsel-Feldzug

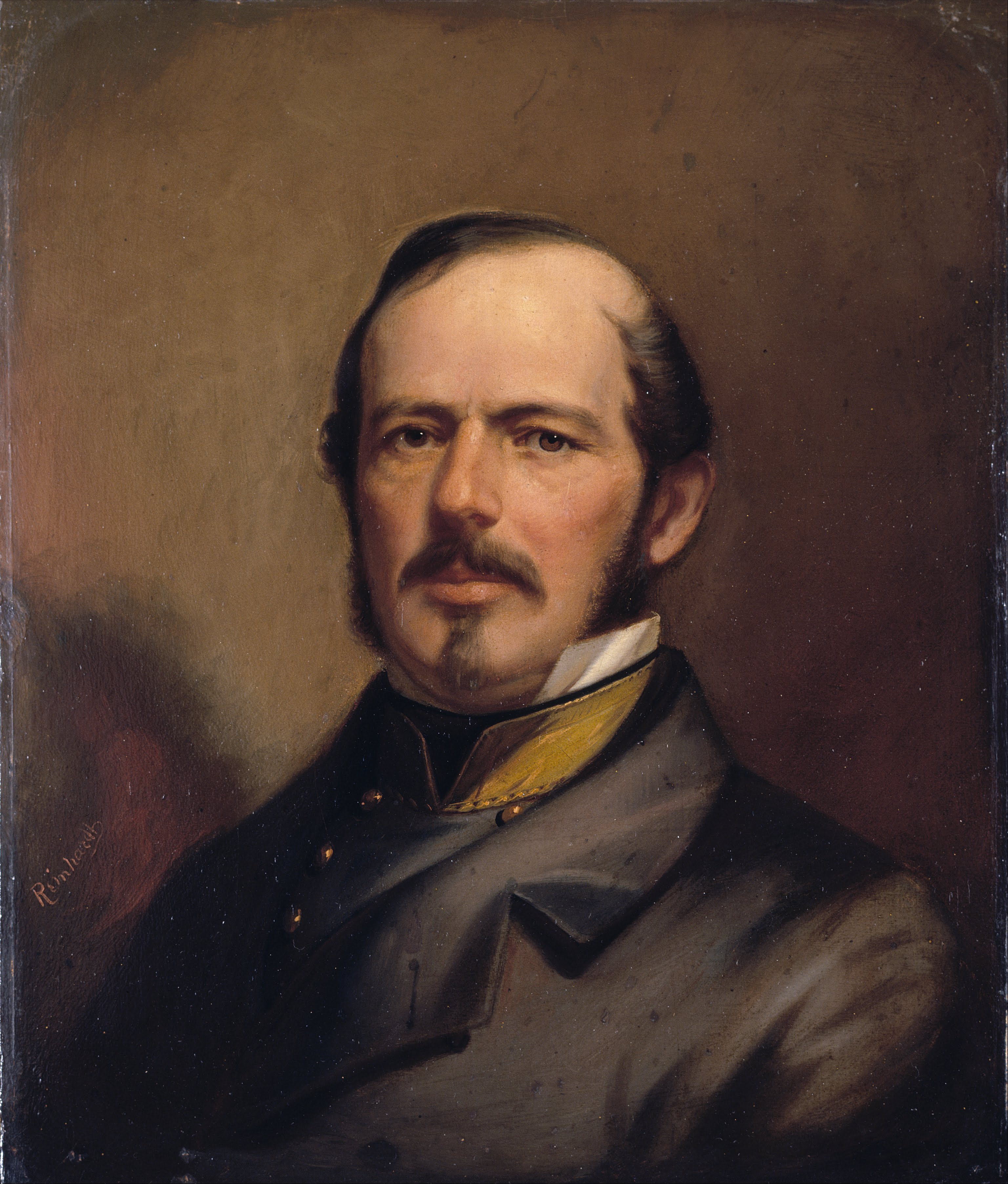
Joseph E. Johnston, Gemälde von Benjamin Franklin Reinhart, 1860/1861, National Portrait Gallery Washington

Johnston übernahm das Kommando über die konföderierten Truppen im virginischen Shenandoahtal, mit denen er General Beauregard in der Ersten Schlacht von Manassas im Juli 1861 gerade noch rechtzeitig verstärkte und so einen nicht geringen Anteil am Sieg der Konföderierten hatte. Obwohl ranghöher, überließ er Beauregard die Führung. Ende August wurde er mit vier anderen Offizieren zum General des konföderierten Heeres befördert. Johnston, stets auf seine Ehre bedacht, beschwerte sich jedoch bei Präsident Jefferson Davis darüber, nur an vierter Stelle dieser Ernennungsliste gestanden zu haben – obwohl er nach dem Dienstalter vor den anderen hätte befördert werden müssen und er bis 1861 im US-Heer einen höheren Rang als die anderen Generale bekleidet hatte. Dies war nur der Beginn einer langen Reihe von Auseinandersetzungen, die Johnston mit dem Präsidenten austrug.
Johnston stellte im Winter 1861/62 die Nord-Virginia-Armee auf und führte sie in der ersten Phase des Halbinsel-Feldzugs. Er agierte dabei, ähnlich wie später in Georgia, defensiv. Johnston gelang es mehrmals, die mehr als doppelt so starke Potomac-Armee am zügigen Vorgehen auf Richmond zu hindern. Um das zu erreichen, musste er aber immer Gelände aufgeben. Schwer verwundet in der schlecht koordinierten Schlacht von Seven Pines, in der Johnston, nicht zuletzt auf Drängen des Präsidenten, seinen Freund aus der Vorkriegszeit, den US-Generalmajor McClellan angriff, folgte ihm am 1. Juni 1862 General Robert E. Lee als Oberbefehlshaber nach. Das Verhältnis zwischen den beiden Feldherrn war von Rivalität geprägt. Als Johnston von Lees Sieg in der Schlacht von Fredericksburg erfuhr (dort hatte der Oberbefehlshaber der Potomac-Armee, Generalmajor Ambrose E. Burnside, Division nach Division gegen die aus einem Hohlweg verteidigenden Südstaatler angreifen lassen und dadurch hohe Verluste erlitten), äußerte er sich verblüfft:

“What luck some people have. Nobody will ever come to attack me in such a place.”

„Was für ein Glück manche Leute haben! Mich wird niemand jemals an solch einem Platz angreifen.“

### Der Fall Vicksburgs

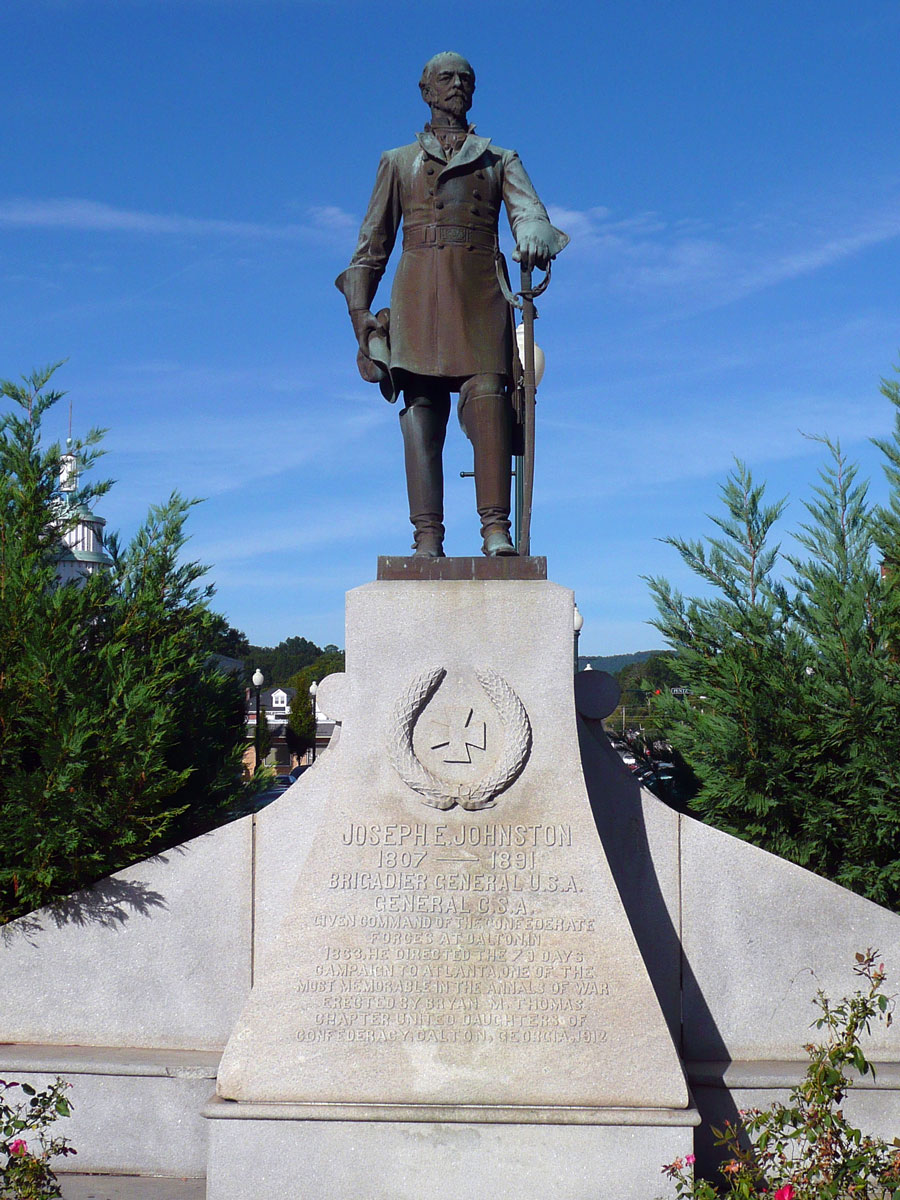
Denkmal Joseph E. Johnstons in Dalton, Georgia

Nach seiner Genesung wurde Johnston von Präsident Davis Ende 1862 zum Befehlshaber des westlichen Kriegsschauplatzes ernannt. Ihm unterstanden nun die Tennessee-Armee General Braxton Braggs und die Mississippi-Armee Generalleutnant John C. Pembertons. Johnston selbst unterstanden aber keine Truppen direkt. Die Armeeoberbefehlshaber waren angewiesen, nicht nur ihm, sondern auch dem Präsidenten zu melden. Das führte dazu, dass die Armeen Aufträge auch direkt vom Präsidenten erhielten. 
Mit der Invasion Mississippis durch US-Generalmajor Ulysses S. Grant kam Johnston in seiner Lagebeurteilung zu dem Schluss, dass Mississippi und Tennessee nicht gleichzeitig gegen die Übermacht der Union gehalten werden könnten. Er fragte daher Präsident Davis, welcher der beiden Staaten aufgegeben werden sollte – dies sei eine politische Entscheidung und nicht die eines Militärs. In den alten Fehler der Konföderation verfallend, alles verteidigen zu wollen, befahl Präsident Davis, das strategisch Vicksburg, Mississippi, mit Johnstons verfügbaren Kräften (zunächst 5.000, später mehr als 20.000 Mann) zu entsetzen und zugleich Tennessee zu verteidigen.
Johnston befahl Pemberton am 2. Mai 1863, als der Grant gerade in Mississippi gelandet war, diesen mit allen verfügbaren Kräften sofort anzugreifen, da eine Armee nach der Landung am anfälligsten sei. Diesen Befehl führte Pemberton aber nur zögernd aus. Johnston selbst war überzeugt, dass eine Verstärkung der Tennessee-Armee für die Konföderation von größerer Bedeutung als die Behauptung Vicksburgs sei: Bei einem Angriff der Union in Tennessee drohten die Kernlande der Konföderation bis Atlanta, Georgia, geteilt zu werden. Der Verlust von Vicksburg, so schmerzlich er auch sein würde, hätte hingegen nur ein Randgebiet von der abgetrennt. Johnston musste sein Hauptquartier in Jackson, Mississippi im Mai aufgeben, als Generalmajor Grant eine konföderierte Verteidigungsstellung nach der anderen auf seinem Marsch nach Vicksburg überrannte und schließlich Jackson eroberte und brandschatzte. Johnston befahl Pemberton, bevor er auswich, sich mit seinen schwachen Kräften nordwestlich Jackson zu vereinen, um dann gemeinsam Grant anzugreifen. Pemberton führte auch diesen Befehl nur zögerlich aus.
Nach der Einschließung von Vicksburg brach Pemberton nicht, wie von Johnston vorgeschlagen, aus. Überlegungen in Richmond, weitere Verstärkungen in den Westen zu entsenden (die Generale Bragg und Taylor hatten bereits notgedrungen einige Großverbände abgestellt), wurden derweil von General Lee abgeblockt, der glaubte, jeden Mann für seinen geplanten Feldzug in den Norden zu brauchen – Lees Feldzug sollte schließlich in seiner Niederlage in der Schlacht von Gettysburg enden. Pemberton musste am 4. Juli 1863 kapitulieren. Die Konföderation verlor mit dem Fall Vicksburgs die letzte Landverbindung in den Raum westlich des Mississippi. 
Johnston war den Unionstruppen ausgewichen und sicherte mit etwa 20.000 Mann den Raum um Jackson nach Westen, um Grant an einem Durchbruch nach Osten zu hindern. Johnston hoffte, die Unionstruppen zu einem Angriff auf die Befestigungen der Stadt verleiten zu können. Generalmajor William T. Sherman, der die US-Truppen vor Jackson kommandierte, ging aber nicht in diese Falle und begann stattdessen damit, die Stadt einzukesseln. Daraufhin gab Johnston am 16. Juli Jackson ein zweites Mal auf und rettete dadurch seine Armee. Der Fall Vicksburgs hatte eine deutliche Schockwirkung auf die Konföderation, und die Verantwortung für die Niederlage wurde Johnston zugeschoben. Gleichzeitig wurde dadurch die Überzeugung vieler in der Hauptstadt Richmond bestärkt, Johnston agiere zu defensiv und scheue den offenen Kampf. Ursächlich für die Niederlage war jedoch der Wunsch von Präsident Davis gewesen, alles zu verteidigen, und die unzumutbaren Führungsbedingungen, durch die die Armeeoberbefehlshaber Weisungen direkt vom Präsidenten erhielten, die den Intentionen ihres unmittelbaren Vorgesetzten diametral entgegenstanden.

### Oberbefehlshaber der Tennessee-Armee

Karte des Atlanta-Feldzuges

Johnston übernahm den Oberbefehl über die Tennessee-Armee von Braxton Bragg am 27. Dezember 1863. Die konföderierte Armee befand sich nach den vorangegangenen Kämpfen in einem demoralisierten Zustand. Johnston konnte die Kampfmoral rasch wiederherstellen und mit seinen Truppen im Jahr 1864 während des Atlanta-Feldzugs mit großem strategischen Können den Vormarsch Generalmajor Shermans und seiner mehr als doppelt so starken Truppen extrem verlangsamen. Johnston wollte sich bei Cassville, Georgia, im Mai 1864 dem Gegner stellen, sein Plan wurde jedoch durch eine Panikreaktion John Bell Hoods, einem Kommandierenden General Johnstons, zunichtegemacht. Johnston ließ daraufhin die Tennessee-Armee bei Kennesaw Mountain im Juni Feldbefestigungen ausheben und erwartete aus diesen den Gegner. Es war der einseitigste Kampf während des gesamten Atlanta-Feldzugs und ein eindeutiger Sieg der Konföderation: Sherman hatte etwa 3.000 Tote und Verwundete zu beklagen, während Johnston kaum 600 Mann verloren hatte; geringe Verlustzahlen, verglichen mit denen an der Front in Virginia, aber die bisher höchsten während der laufenden Operationen in Georgia. Shermans Vormarsch wurde davon aber kaum aufgehalten, vor allem aufgrund der numerischen Überlegenheit der Unionstruppen. Sherman gelang es im weiteren Verlauf des Feldzugs immer wieder, Johnston zu überflügeln, der weiterhin bemüht war, den richtigen Ort und Zeitpunkt für eine Entscheidungsschlacht zu finden.
Johnstons defensive Strategie stieß trotz seiner Erfolge auf wenig Gegenliebe in Richmond. Als Johnston erklärte, die Verteidigung Atlantas weitgehend der Miliz überlassen zu wollen, um so die Armee für Operationen im offenen Gelände verfügbar zu haben, befürchteten die Politiker die kampflose Aufgabe der strategisch wichtigen Stadt. Präsident Davis war Johnston ohnehin nicht besonders gewogen – zumal einer von Johnstons Freunden Senator Louis Wigfall war, ein Gegner Davis’ –, und so wurde Johnston im Juli 1864 durch den aggressiveren General Hood ersetzt. Die Ablösung war auch das Ergebnis der Bemühungen Braggs, der Johnston abgelöst sehen wollte und Hood für den geeigneten Mann hielt. Obwohl Johnston den Texaner Hood durchaus schätzte, hatte dieser wiederholt gegen Johnston intrigiert und eindeutige Briefe nach Richmond geschrieben, in denen er den Kommandostil seines Vorgesetzten kritisiert hatte. Die Ablösung Johnstons war jedoch nicht unumstritten; General Lee etwa, der alte Rivale Johnstons, war nicht davon überzeugt, dass die Ablösung eine kluge Entscheidung sei. So charakterisierte er Hood als:

“All lion, none of the fox.”

„Durch und durch Löwe, kein bisschen Fuchs.“

Johnstons Truppen, die ihn verehrten und respektierten, nahmen die Ablösung äußerst negativ auf. Bei Johnstons Abreise stellte die Tennessee-Armee eine Ehrenformation für „Old Joe“, wie Johnston von seinen Männern genannt wurde; manche weinten sogar und sollen öffentlich mit Meuterei gedroht haben. Viele der Offiziere und Mannschaften erinnerten sich noch gut an den Zustand der Armee unter Bragg. Dass diese Truppe nun wieder ein kampfkräftiger Verband war, dessen Soldaten Selbstvertrauen hatten, wurde ausnahmslos Johnston zugeschrieben. Privat eher zurückhaltend, war er im Feld freundlich und strahlte eine natürliche Autorität aus, die auf die Soldaten abfärbte. Johnston selbst teilte den Soldaten der Tennessee-Armee in einer Bekanntmachung seine Verbundenheit mit ihnen mit. An Davis in Richmond schrieb er, dass der Feind weniger tief nach Georgia (wo Johnston die Verteidigung organisiert hatte) eingedrungen sei als in Virginia; außerdem stehe seine Armee im Verhältnis deutlich stärkeren Kräften gegenüber, als dies bei Lees Armee in Virginia der Fall sei. Johnston übersah dabei jedoch, dass sein Rückzug ein Gebiet entblößt hatte, das über fruchtbare Böden und für die konföderierte Kriegswirtschaft wichtige Industriestätten verfügte, darunter mehrere Eisenwerke.
Hood schien plötzlich Bedenken zu haben, der Aufgabe gewachsen zu sein. Er machte Johnston später schwere Vorwürfe, einfach abgereist zu sein, obwohl er versprochen hätte, noch zu bleiben. Johnston hingegen bestand darauf, dass er kein solches Versprechen gemacht habe und Hood sogar seine Absicht für einen Angriff auf Sherman bei Peachtree Creek erörtert habe. Tatsächlich ist es unwahrscheinlich, dass Johnston Hood irgendein Versprechen gegeben hat, zumal mehrere Zeitzeugen eher Johnstons Angaben bestätigten. Sherman zeigte sich hocherfreut über die Ablösung Johnstons – Jahre später schrieb er, dass die Konföderation ihm den größten Gefallen getan habe, als man den bedächtigen Defensivstrategen Johnston durch Hood ersetzte. Auf den offenen Kampf, den man von Hood erwartete, hatten die Unionstruppen nur gewartet. Tatsächlich sollte Sherman mit seiner Einschätzung recht behalten, denn die von Hood geführte Offensive in Tennessee endete in einem Fiasko, als die konföderierte Tennessee-Armee bei Nashville faktisch vernichtet wurde. Den Fall Atlantas hatte Hood ebenso wenig verhindern können.

### Feldzug in den Carolinas und Kapitulation
Hood reichte daher Ende Januar 1865 seinen Rücktritt ein, und Johnston sollte im Februar 1865 erneut das Kommando über alle Truppen östlich des Mississippi außer über die Nord-Virginia-Armee übernehmen. Johnston hätte dieses Angebot beinahe nicht angenommen. Verbittert bemerkte er, dass man ihn nur ausgesucht habe, um zu kapitulieren. Erst als sein Freund Wigfall ihm mitteilte, dass nicht Davis, sondern sein alter Freund aus der Zeit an der Militärakademie, Lee, hinter seiner Einsetzung stand, schöpfte Johnston wieder Mut. Seine Gefühle für Lee waren gespalten, er beneidete und bewunderte ihn. Lee war zu diesem Zeitpunkt Oberbefehlshaber der Landstreitkräfte der Konföderation, und als Sherman sich auf seinen Marsch durch die Carolinas machte, erhielt Johnston auf Drängen Lees erneut das Kommando über die Tennessee-Armee. Johnston konnte allerdings den Vormarsch des zahlenmäßig weit überlegenen Sherman nicht aufhalten; zu hoch waren die Verluste der Tennessee-Armee unter Hood gewesen.

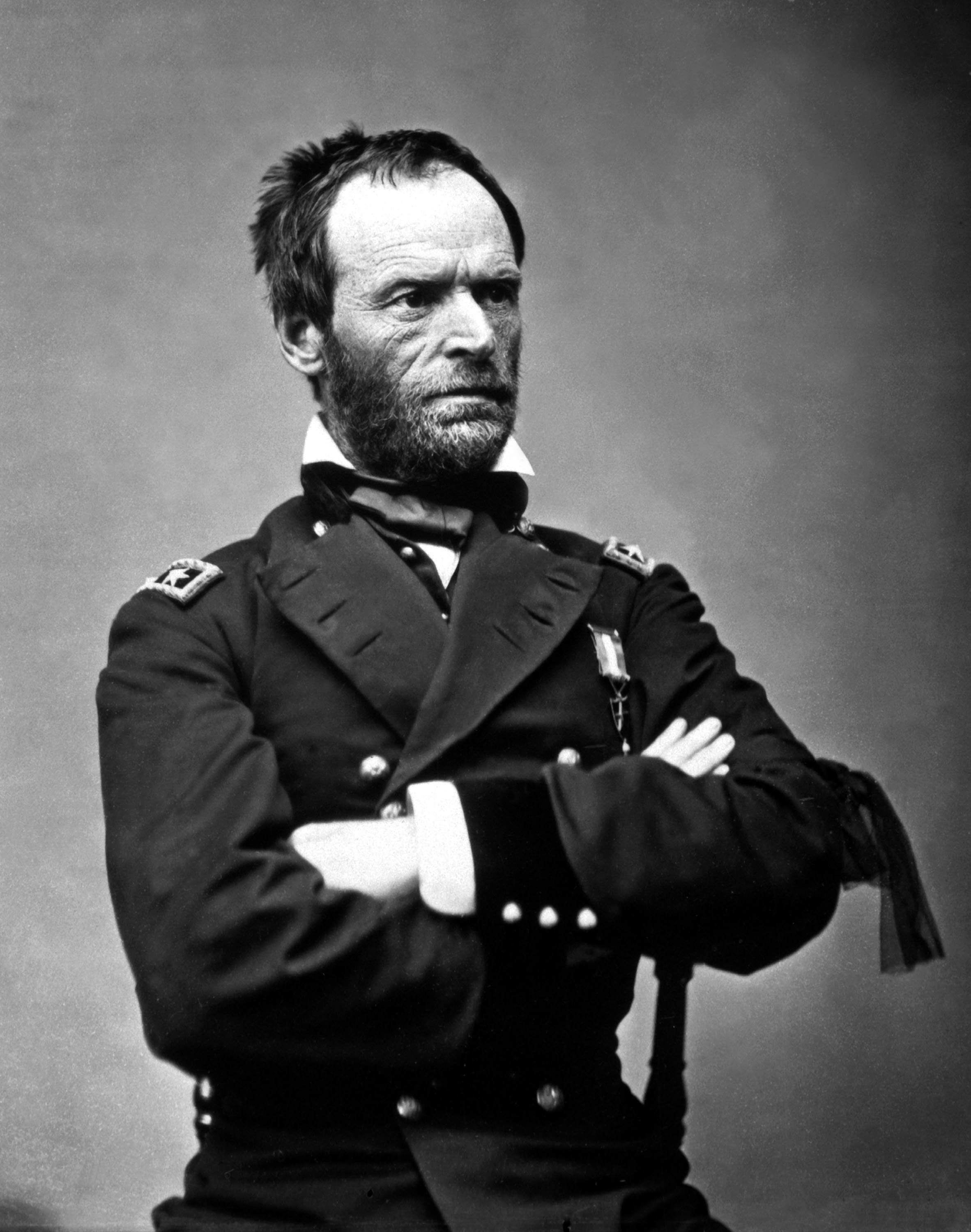
William T. Sherman (1865)

Trotz dieser äußerst ungünstigen Bedingungen stellte sich Johnston Sherman im März 1865 bei Bentonville, North Carolina noch einmal entgegen. Johnston konnte nur knapp 20.000 Mann aufbieten, Sherman hingegen verfügte über gut 60.000 Mann. Die Schlacht ging erwartungsgemäß zu Gunsten der Union aus. Die Tennessee-Armee erlitt nahezu die dreifachen Verluste der Union, aber Johnston konnte immer noch kampfkräftig ausweichen. Lees Versuche, sich mit Johnstons Armee zu vereinen, schlugen jedoch fehl.
Johnston ergab sich, die vollständige Vernichtung seiner Truppen vor Augen und nicht willens, sie in einen Guerillakrieg zu führen, am 26. April 1865 – 17 Tage nach der Kapitulation Lees, die Johnston auch kaum eine andere Wahl ließ, als ebenfalls zu verhandeln. Die Kapitulation der Tennessee-Armee fand bei Bennett Place, in der Nähe von Durham, North Carolina gegenüber Generalmajor Sherman statt. Ursprünglich kam es zwischen Johnston und Sherman, die während der Kämpfe einen gegenseitigen Respekt entwickelt hatten, zu einer Vereinbarung, die auch politische Absprachen für den Süden beinhaltete; diese wurden jedoch von der Unionsregierung nicht akzeptiert, so dass es letztendlich bei den militärischen Absprachen blieb. Dennoch hatte Johnston insgesamt bessere Konditionen aushandeln können, als dies bei Lee der Fall war. Mit der Kapitulation Johnstons war der Krieg für alle konföderierten Truppen in den Carolinas, Georgia und Florida (alles in allem etwa 90.000 Mann) beendet. Wenige Wochen später ergaben sich auch die letzten militärischen Verbände der Konföderation.

### Nachkriegsjahre
Nach dem Krieg saß Johnston von 1879 bis 1881 als Demokrat für Virginia im Repräsentantenhaus der Vereinigten Staaten; von 1887 bis 1891 war er Bundesbeauftragter für die Eisenbahnen. Er verfasste das Werk Narrative of Military Operations (1874), in dem er sich sehr kritisch über Davis äußerte; außerdem verfasste er Artikel für R. U. Johnsons und C. C. Buels Battles and Leaders of the Civil War (1887–88).
Johnston starb im Jahre 1891 an einer Lungenentzündung. Er hatte an der Beisetzung seines ehemaligen Gegners General Sherman teilgenommen und marschierte trotz angeschlagener Gesundheit im Februar ohne Kopfbedeckung im Leichenzug mit, um Sherman die letzte Ehre zu erweisen. Johnston hatte das zuvor schon bei den Begräbnissen von McClellan und Grant getan.
Joseph Eggleston Johnston wurde in Baltimore, Maryland beigesetzt; mehrere Befehlshaber des US-Heeres, gegen die er gekämpft hatte, nahmen daran teil. Sam Watkins, ein Infanterist aus Tennessee, der unter Johnston gedient hatte, hinterließ einen eindrucksvollen Bericht über ihn:

“But now, allow me to introduce you to old Joe. Fancy, if you please, a man about fifty years old, rather small of stature, but firmly and compactly built, an open and honest countenance, and a keen but restless black eye, that seemed to read your very inmost thoughts. […] He was the very picture of a general. […] He was loved, respected, admired; yea, almost worshipped by his troops. I do not believe there was a soldier in his army but would gladly have died for him. With him everything was his soldiers, and the newspapers, criticising him at the time, said, ‘He would feed his soldiers if the country starved.’ […] Such a man was Joseph E. Johnston, and such his record. Farewell, old fellow! We privates loved you because you made us love ourselves.”

Sowohl Johnstons Bruder Charles als auch sein Neffe John waren Mitglieder des Kongresses: Charles als Repräsentant, John als Senator von Virginia.

## Bewertung
Johnston wurde oft dafür kritisiert, zu defensiv agiert zu haben, indem er Gelände gegen Zeit eintauschte. Hood behauptete sogar, dass sich Johnstons Einstellung auf den Kampfgeist der ihm unterstellten Truppen negativ ausgewirkt habe, was aber wohl eher Hoods Versagen und die extrem hohen Verluste in seiner Zeit als Armeeoberbefehlshaber kaschieren sollte. Tatsächlich konnte Johnston seine Truppen sehr wohl motivieren, was auch die Reaktionen auf seine Ablösung 1864 beweisen.
Über das Charisma und die Fähigkeit Johnstons, seine Untergebenen zu motivieren, äußerte sich unter anderem auch Mary Chesnut, die Frau eines einflussreichen Südstaatlers, die in Richmond lebte und deren Tagebücher eine wichtige Quelle für das Leben in der Konföderation darstellen. Demnach habe bei einem Besuch ein Verwandter General Lees, der als Oberst im Stab Johnstons diente, diesen als in jeder Hinsicht überlegenen Offizier beschrieben. Chesnuts Ehemann habe daraufhin zu seiner Frau bemerkt, Johnstons Qualitäten würden Menschen anziehen und er habe ebendiese „Gabe der Götter“. Zudem strahlte Johnston Autorität und Würde aus, wie viele Offiziere in seinem Umfeld berichteten. Keiner zweifelte an seinem Mut, seiner Intelligenz oder seinem Charakter. Er war seinen Freunden gegenüber immer loyal und obwohl er sehr auf seine Würde bedacht war, hatte er Sinn für Humor und konnte auch über sich selbst lachen.
Er war ein Organisator, der auch dafür sorgte, dass seine Soldaten möglichst gut verpflegt waren. Im Feld führte er die Truppen geordnet und geriet nie in einer Schlacht außer Fassung. Seine Männer, dankbar dafür, nicht sinnlos „verheizt“ worden zu sein, dankten es ihm mit einer tiefen Verbundenheit.
Johnston, der nur wenige Niederlagen erlitt (während des Atlanta-Feldzuges und bei Bentonville) – ein bedeutender Sieg wie Lee bei Chancellorsville gelang ihm ebenso wenig –, hatte sich den Respekt seiner Gegner Grant und Sherman verdient. Dabei darf nicht unterschätzt werden, dass das Zahlenverhältnis für die Konföderierten auf dem westlichen Kriegsschauplatz insgesamt ungünstiger war als etwa in Virginia, auch wenn die topografischen Verhältnisse eher die Verteidiger begünstigten. Dennoch genießt er bis heute weniger öffentliche Anerkennung als Lee oder Stonewall Jackson, aber auch als viele andere Befehlshaber des Südens. Letztendlich ist ihm sein schlechtes Verhältnis zu Präsident Davis zum Verhängnis geworden, der nicht das nötige Vertrauen in Johnston hatte. Johnston, durch und durch Soldat, erkannte dafür manch politische Notwendigkeit nicht und war zudem gewöhnt, ähnlich wie Lee Befehle zu geben, deren Ausführung einen recht weiten Spielraum offen ließ. Einige seiner Untergebenen konnten damit nicht umgehen.
Die Historiker sind sich über die Bewertung seiner Person nicht einig. Manche halten ihn für den fähigsten Befehlshaber des Südens (oder wenigstens gleich nach Lee), der klarer als andere erkannt hatte, was nötig war, um den Krieg doch noch zu gewinnen: Dass es eben nicht darauf ankam, bestimmte Orte zu halten oder zu erobern, sondern dass das einzig Entscheidende war, die gegnerische Armee zu besiegen; sich zum Kampf stellen wollte er aber nur, wenn es für ihn vorteilhaft schien (wie bei Kennesaw Mountain). Andere werfen Johnston Zaudern vor: Er habe zu selten oder zu spät gekämpft. In vielen Punkten bleiben Fragen offen, zumal Johnston nur wenige Selbstzeugnisse hinterlassen hat.